# Anubisbabian
Anubisbabian (Papio anubis) är en art i släktet babianer som tillhör familjen markattartade apor. Den är uppkallad efter den egyptiska guden Anubis. Anubisbabianens nos påminner om guden som framställs med ett schakalartad huvud.

## Utseende
Djuret har en grå- till olivgrön päls och hannar har dessutom kring skuldrorna och främre delen av ryggen en man. Den långdragna nosen är täckt av fina hår som nästan är osynliga och huden är mörkgrå till svart. Även regionen kring djurets anus saknar hår och är mörk. Anubisbabianer når en genomsnittlig kroppslängd (huvud och bål) av 60 (honor) respektive 76 cm (hanar) och därtill kommer en 38 till 58 cm lång svans. Ungefär en fjärdedel av svansen vid roten hölls upprätt och sedan faller den ner. Som hos alla babianer finns hos anubisbabianen en utpräglad könsdimorfism. Hannar når i vildmarken en vikt av cirka 24 kilogram och är så uttrycklig tyngre än honor som bara når omkring 14,7 kilogram. Nära odlade områden kan hanar väga 27 kg och honor 15,6 kg. Även hannarnas hörntänder är tydlig större.

## Utbredning
Arten har det största utbredningsområde av alla babianer. Den förekommer i stora delar av centrala Afrika från Mali till Etiopien och till södra Tanzania. Dessutom finns isolerade populationer i centrala Niger och norra Tchad. I bergstrakter når arten 2500 meter över havet.

## Ekologi
Liksom andra babianer vistas anubisbabianen främst på savannen men förekommer även i skogar och andra habitat.
Arten är som alla smalnäsor övervägande dagaktiva och vistas främst på marken men klättrar ibland i växtligheten. Den går på fyra ben och håller svansen i en båge. Under natten vilar den ofta i träd, gömda i bergssprickor eller bakom stenar. Anubisbabianen bildar grupper av 15 till 150 individer (oftast 40 till 80). Flocken bildas av flera hannar och honor. I gruppen finns en utpräglad hierarki (se Socialt beteende hos babianer). Varje flock har ett revir som kan överlappa med territorierna av andra flockar.
Dessa apor är allätare och tar den föda som levnadsområdet erbjuder. De äter bland annat frukter, gräs och rötter men även insekter, fågelägg och mindre ryggradsdjur – även partåiga hovdjur och andra primater.

### Fortplantning

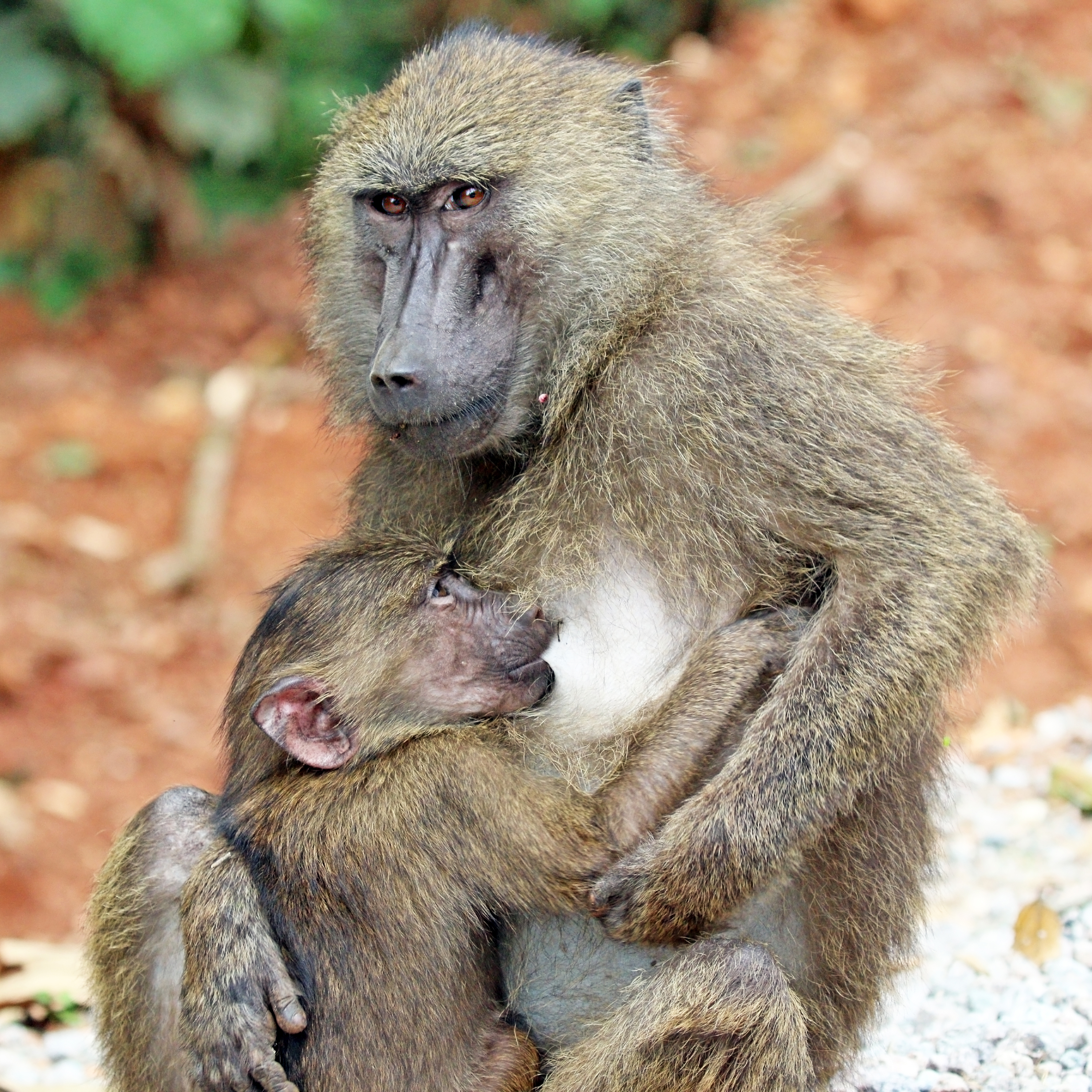
Anubisbabian som diar sin unge.

Anubisbabianen kan para sig hela året om. När honan är parningsberedd är området kring könsdelarna förstorade. I princip kan honan para sig med alla hannar i flocken. Därför strider hannarna om rätten att para sig. En annan strategi är att hannen etablerar en nära vänskap till en hona genom att exempelvis erbjuda mat, hjälp vid ungarnas uppfostring eller genom att leta efter löss i pälsen.
Efter dräktigheten som varar ungefär 180 dagar föds vanligen en enda unge. Vid födelsen väger den cirka ett kilo och har svart päls de första sex månaderna. Efter ungefär ett år slutar honan att dia och efter fem till åtta år blir de könsmogna. Vid denna tidpunkt lämnar hanarna sin ursprungliga flock, medan honor oftast stannar kvar i gruppen livet ut.
I naturen kan de antagligen bli mellan 25 och 30 år, likst andra babianer.

## Anubisbabianen och människan
Arten har vid flera områden anpassat sig till människan. Ibland invaderar de odlingsmark och skadar växterna. Därför blir de ibland jagade. Ett annat hot är habitatförstöring. Trots detta kategoriseras arten av IUCN som livskraftig (LC).